# 迪安·史密斯 (1932年)
迪安·史密斯（英語：Dean Smith，1932年1月15日—2023年6月24日），美国男子田径运动员，主攻短跑。他曾代表美国参加1952年夏季奥林匹克运动会田径比赛，获得男子4×100米接力金牌。